# Psilosyrtis santacruzensis
Psilosyrtis santacruzensis är en plattmaskart som beskrevs av Ax 1974. Psilosyrtis santacruzensis ingår i släktet Psilosyrtis och familjen Otoplanidae. Inga underarter finns listade i Catalogue of Life.